# 红额啄花雀
红额啄花雀（学名：Parmoptila rubrifrons）是梅花雀科啄花雀属的一种，分布于西非的塞拉利昂、利比里亚、几内亚、加纳和科特迪瓦，栖息于热带的低地湿润森林。该物种曾被IUCN归为无危物种。然而，由于栖息地遭到破坏，红额啄花雀的数量已明显下降，在马里甚至已经完全消失。因此，该物种现被划归近危物种。

## 脚注
1. ↑  BLI (2004)
2. ↑  BLI (2008a,b)